# 363 (numero)
Trecentosessantatré (363) è il numero naturale dopo il 362 e prima del 364.

## Proprietà matematiche
- È un numero dispari.
- È un numero composto con divisori: 1, 3, 11, 33, 121, 363. Poiché la somma dei divisori (escluso il numero stesso) è 159 < 363, è un numero difettivo.
- È un numero palindromo nel sistema numerico decimale e sistema di numerazione posizionale a base 32 (BB). In quest'ultima base è altresì un numero a cifra ripetuta.
- È parte delle terne pitagoriche (363, 484, 605), (363, 616, 715), (363, 1980, 2013), (363, 5984, 5995), (363, 7316, 7325), (363, 21960, 21963), (363, 65884, 65885).
- È un numero di Ulam.

## Astronomia
- 363P/Lemmon è una cometa periodica del sistema solare.
- 363 Padua è il nome di un asteroide scoperto nel 1893 da Auguste Honoré Charlois.

## Astronautica
- Cosmos 363 è un satellite artificiale russo.

## Altri ambiti
- Form 363 è la Companies House dichiarazione annuale presentata nel Regno Unito.